# Hermann Pachnicke
Hermann Pachnicke (né le 14 avril 1857 à Spandau et mort le 3 février 1935 à Berlin) est un écrivain et homme politique allemand (DFP, FVG, FVP, DDP).

## Biographie
Après le lycée, Pachnicke étudie la philosophie et les sciences politiques dans les universités de Berlin et de Munich. À Berlin, il devient membre de la Landsmannschaft Spandovia. En 1882, il a obtenu un doctorat en philosophie à Halle an der Saale. De 1888 à 1890, il est chargé de cours en économie et en droit public à l'Académie Humboldt (de) de Berlin.

## Parti politique
Pachnicke est initialement membre du Parti radical allemand pendant l'Empire allemand. Après sa séparation, il rejoint l'Union radicale, pour laquelle il élabore un programme de politique sociale avec Richard Roesicke (de) en 1902. Son cheminement le conduit ensuite au Parti populaire progressiste, dans lequel tous les groupes libéraux de gauche de l'Empire sont dissous en 1910. Après la Première Guerre mondiale, Pachnicke participe à la fondation du DDP en 1918, dont il co-conçut le premier programme du parti.

## Parlementaire
À partir de 1890, Pachnicke fait partie du Reichstag jusqu'à la fin de l'Empire. Il y représente la 3e circonscription du grand-duché de Mecklembourg-Schwerin (Parchim-Ludwigslust). Pachnicke remporte son premier mandat aux élections du Reichstag en 1890 pour le Parti libéral allemand. Pour la 9e Reichstag, il se présente comme candidat du Parti populaire radical, mais au cours de la période législative, il rejoint l'Union radicale pour lequel il se présente également aux trois élections suivantes du Reichstag (1898, 1903, 1907). Au cours de la dernière législature avant la Première Guerre mondiale, il représente alors le Parti populaire progressiste. Pachnicke fait campagne pour la création d'un bureau du travail du Reich, dont la création est votée par le Reichstag en 1901 à sa demande. De 1907 à 1918, il est également membre de la Chambre des représentants de Prusse, où il est président de la faction du Parti populaire progressiste à partir de 1914. En 1919/20, il est membre de l'Assemblée nationale de Weimar pour le Parti démocrate allemand , pour lequel il est aussi député du Reichstag jusqu'en mai 1924.

## Publications
- avec Hans Hermann von Berlepsch: Die Errichtung eines Reichsarbeitsamtes. Fischer, Iéna 1901.
- Die mecklenburgische Verfassungsfrage. Freise, Parchim 1907.
- Führende Männer im alten und im neuen Reich. Hobbing, Berlin 1930.